# Дегтерёв, Михаил Парфентьевич
Михаи́л Парфе́нтьевич Дегтерёв (рус. дореф. Михаилъ Парфентьевичъ Дегтеревъ, также рус. дореф. Михаилъ Парфентьевичъ Дехтеревъ) (26 августа [7 сентября] 1831, Киев, Киевская губерния, Российская империя — 21 декабря 1898 [2 января 1899], Киев, Киевская губерния, Российская империя) — почётный гражданин Киева, меценат, русский купец-старообрядец 1-й гильдии проводивший обширное строительство в Киеве, сын первого городского головы Киева. Принимал участие в строительстве первого Цепного моста в Киеве через Днепр.

## Биография
Из-за отсутствия детей все свои сбережения (примерно миллион рублей, по другим источникам два миллиона), Михаил Парфентьевич завещал городу Киеву.

## Семья
- Отец — Парфений Дехтерёв (скончался в 1837 году).
- Жена — Елизавета Ивановна Баташова.
- Дети — нет.

## Здания Дегтерёва
- Здание по улицу Покровская, дом 5 (ныне резиденция США).
- «Вдовий дом».

## Благотворительность
- Пожертвовал 40 тысяч рублей на больницу для чернорабочих
- Пожертвовал 30 тысяч рублей на стипендии для студентов Политехнического института

### Завещание
«Желаю и прошу, чтобы после моей смерти были устроены богадельня и детский приют для детей старшего возраста до 13 лет обоего пола, православного исповедания, не имеющих ни собственных средств, ни родственников, могущих оказывать им помощь. Приют желаю устроить на 60 детей обоего пола, без различия званий, круглых сирот, полусирот и таких, родители коих не имеют средств для воспитания и обучения… Сверх указанного желаю, чтобы был устроен приют на 100 детей возраста до 6 лет, бесприютных младенцев, также вообще бедных»

## Увековечение памяти
- В честь Михаила Парфентьевича названа Дегтярёвская улица в Киеве.